# 매가오리과
매가오리과(Myliobatidae)는 매가오리목에 속하는 가오리류의 하나이다. 바다 속에서 헤엄을 치는 모습이 마치 매와 같은 맹금류가 날아다니는 것처럼 보인다 하여 이러한 이름이 붙여 졌으며 영어 명칭 또한 "이글 레이(Eagle ray)"다.
해저보다는 대양에 주로 사는 종들로 이루어져 있다. 입 안에는 단단한 치판이 있어서 이것으로 갑각류나 이매패류와 같은 단단한 먹잇감을 부술 수 있다. 눈은 머리 위 쪽의 높은 위치에 붙어 있다. 가슴지느러미는 삼각형 구조로 이것을 날개처럼 퍼덕여 헤엄을 칠 수 있다. 꼬리에 달린 가시에는 독이 존재하기 때문에 사람에게 치명적일 수 있다.

## 분류
조셉 넬슨(Joseph S. Nelson)은 2006년, 매가오리과를 세 개의 아과로 나누어 매가오리아과(Mylobatinae)와 리놉테라아과(Rhinopterinae), 그리고 쥐가오리아과(Mobulinae)로 분류하였다.
- 매가오리아과 (Myliobatinae)
  - 얼룩매가오리속 (Aetobatus)
  - 금색줄매가오리속 (Aetomylaeus)
  - 매가오리속 (Myliobatis)
  - 프테로밀라이우스속 (Pteromylaeus)
- 리놉테라아과 (Rhinopterinae)
  - 리놉테라속 (Rhinoptera)
- 쥐가오리아과 (Mobulinae)
  - 쥐가오리속 (Mobula)
  - 대왕쥐가오리속 (Manta)

그러나 매가오리과는 2014년 이후로 윌리엄 화이트(William T. White) 및 동료 연구진들의 연구에 따라 계통도가 새롭게 작성되었다. 2014년에는 리놉테라류와 쥐가오리류를 각각 리놉테라과(Rhinopteridae)와 쥐가오리과(Mobulidae)로 재분류하여 매가오리과와 별개의 분류군으로 독립시켰으며, 또한 프테로밀라이우스속 (Pteromylaeus)을 금색줄매가오리속(Aetomylaeus)의 후행이명으로 처리하였다. 그리고 2016년에는 얼룩매가오리속(Aetobatus)을 독립된 얼룩매가오리과(Aetobatus)로 재분류하였다. 따라서 현재 매가오리과에는 매가오리속(Myliobatis)과 금색줄매가오리속(Aetomylaeus)만이 존재하고 있다.

## 사진

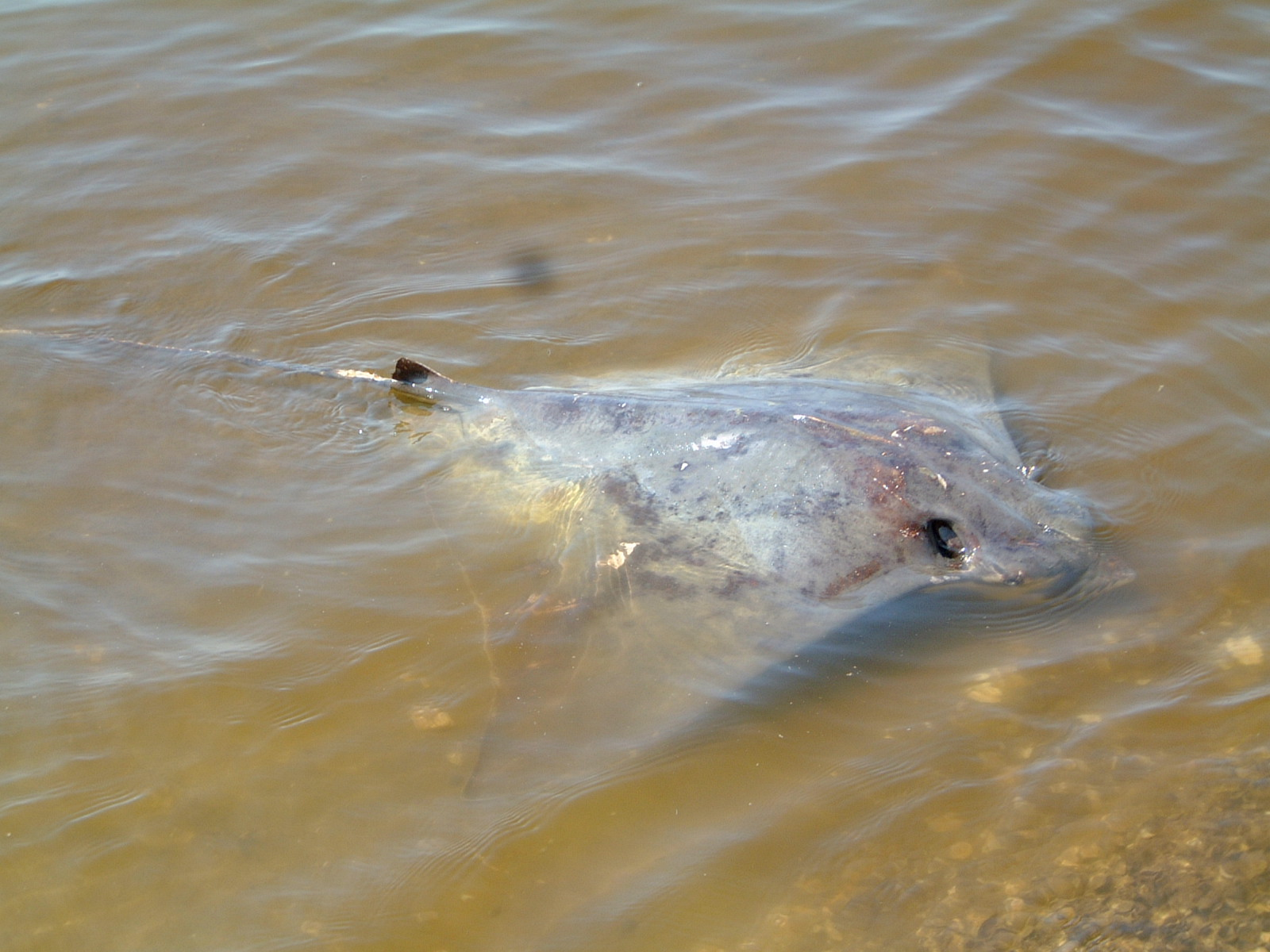
매가오리 (Mylobatis tobijei)
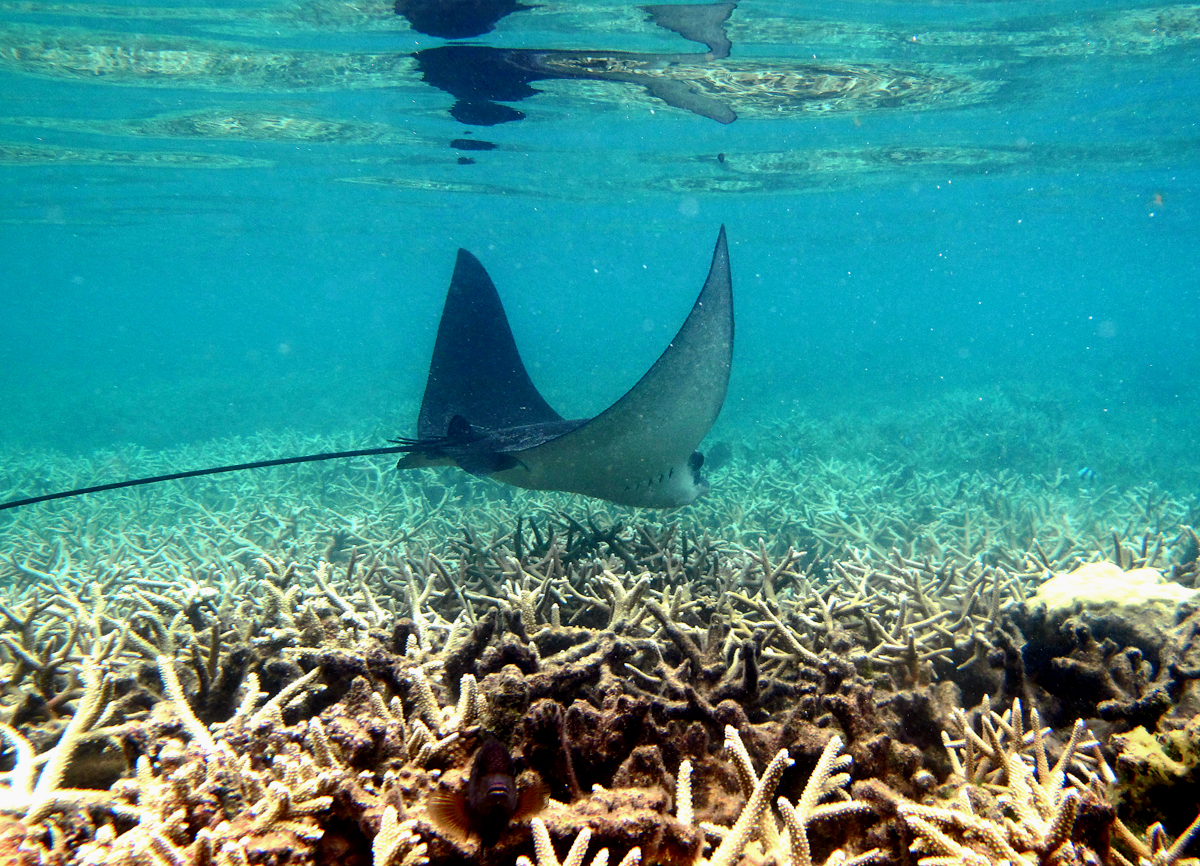
Myliobatis aquila
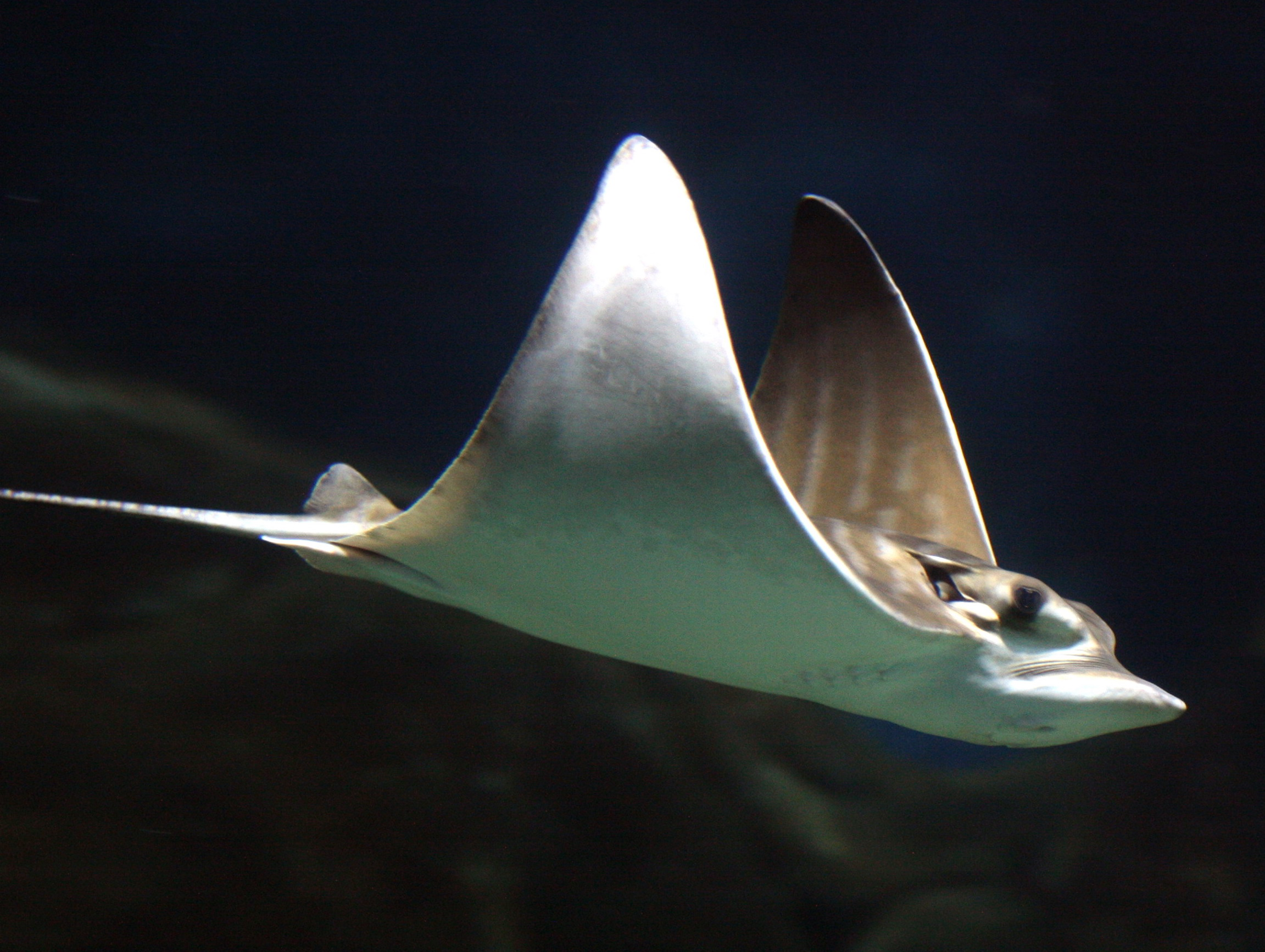
황소매가오리 (Aetomylaeus bovinus)
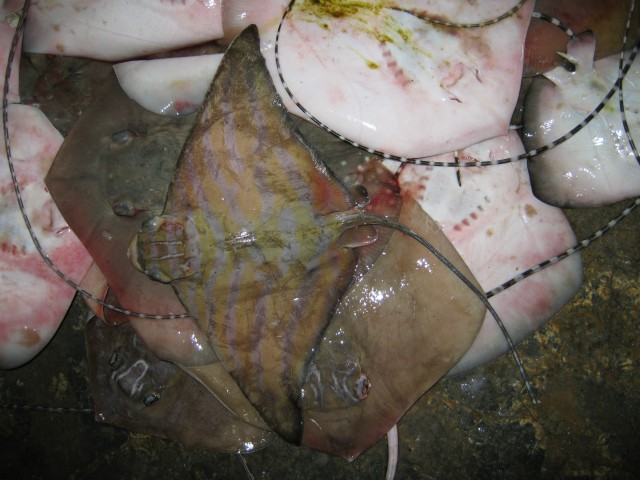
금색줄매가오리 (Aetomylaeus nichofii)